# تاریخ‌گذاری تابناکی
تاریخ‌گذاری تابناکی یا تاریخ‌گذاری لومینسانس (انگلیسی: Luminescence dating) به گروهی از روش‌های تاریخ‌گذاری زمانی اشاره دارد که تعیین می‌کنند دانه‌های معدنی آخرین بار در چه مدت زمانی در معرض نور خورشید یا حرارت کافی قرار گرفته‌اند. برای زمین‌شناسان و باستان‌شناسانی که می‌خواهند بدانند چنین رویدادی چه زمانی رخ داده‌است مفید است. تاریخ‌گذاری تابناکی از روش‌های مختلفی برای تحریک و اندازه‌گیری لومینسانس استفاده می‌کند.
این شامل تکنیک‌هایی مانند لومینسانس تحریک شده نوری (OSL)، لومینسانس تحریک شده مادون قرمز (IRSL) و تاریخ گذاری حرارتی (TL) است. «تاریخ‌گذاری نوری» معمولاً به OSL و IRSL اشاره دارد، اما نه TL. محدوده سنی روش‌های تاریخ‌گذاری لومینسانس از چند سال تا بیش از یک میلیون سال گسترش می‌یابد.

## شرایط و دقت
تمام رسوبات و خاکها حاوی مقدار کمی ایزوتوپ‌های رادیواکتیو عناصری مانند پتاسیم، اورانیوم، توریم و روبیدیم هستند. اینها به آرامی در طول زمان دچار واپاشی هسته‌ای می‌شوند و تابش‌های یونیزه‌کننده آنها توسط دانه‌های معدنی موجود در رسوبات مانند کوارتز و فلدسپات پتاسیم جذب می‌شود. تابش باعث می‌شود که بار درون دانه‌ها در «تله‌های الکترونی» ناپایدار ساختاری باقی بماند. بار محبوس شده در طول زمان با سرعتی که توسط میزان تابش پس زمینه در محلی که نمونه دفن شده‌است، انباشته می‌شود. تحریک این دانه‌های معدنی با استفاده از نور (آبی یا سبز برای OSL؛ مادون قرمز برای IRSL) یا گرما (برای TL) باعث می‌شود یک سیگنال لومینسانس با آزاد شدن انرژی الکترون ناپایدار ذخیره‌شده منتشر شود که شدت آن بسته به مقدار متغیر تابش جذب شده در حین دفن و ویژگی‌های خاص کانی متفاوت است.
بیشتر روش‌های تاریخ‌گذاری لومینسانس بر این فرض تکیه می‌کنند که دانه‌های معدنی پیش از زمان تاریخ‌گذاری رویداد (زمان دفن) به اندازهٔ کافی سفید شده بوده‌اند. به عنوان مثال، در کوارتز، زمان کوتاهی در نور در محدودهٔ ۱ تا ۱۰۰ ثانیه در یک روز پیش از مدفون‌شدن، برای «تنظیم مجدد» ساعت تاریخ‌گذاری OSL کافی است این معمولاً، اما نه همیشه، در مورد نهشته‌های بادی مانند تپه‌های ماسه‌ای و بادرُفت‌ها و برخی از رسوبات آب‌ریزی شده صدق می‌کند. سنّ تک کوارتز OSL را می‌توان به‌طور معمول از ۱۰۰ تا ۳۵۰۰۰۰ سال قبل از میلاد تعیین کرد و زمانی که از روش‌های مناسب استفاده شود و بررسی‌های مناسب نیز انجام شود، می‌تواند قابل اعتماد باشد. تکنیک‌های فلدسپات IRSL پتانسیل گسترش دامنهٔ داده‌پذیری را تا یک میلیون سال دارند، زیرا فلدسپات‌ها معمولاً سطوح اشباع دوز بسیار بالاتری نسبت به کوارتز دارند، اگرچه ابتدا باید به مسائل مربوط به محو شدن غیرعادی رسیدگی شود.